# Hazuki (lutadora)
Reo Hazuki (葉月レオ, Hazuki Reo, nascida em 29 de setembro de 1997), mais conhecida por seu nome de ringue Hazuki, é uma lutadora profissional japonesa. Ela trabalha atualmente para a World Wonder Ring Stardom, onde é membro do grupo Stars.
Hazuki conquistou quatro vezes o Artist of Stardom Championship, duas vezes o Goddesses of Stardom Championship e uma vez o High Speed Championship. Ela também foi uma das vencedoras da Goddesses of Stardom Tag League de 2021.

## Carreira na luta livre profissional

### World Wonder Ring Stardom (2014-2019)

#### 2014–2015

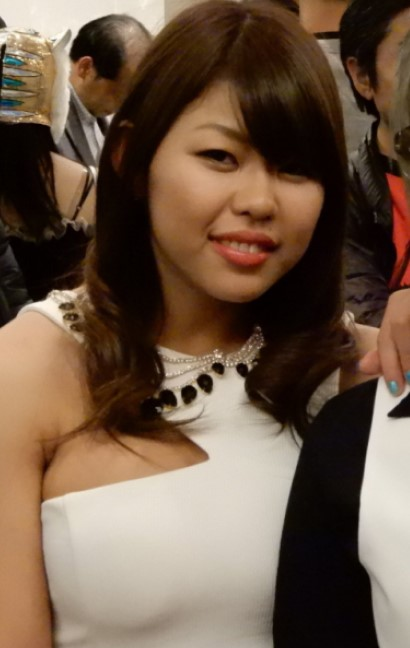
Hazuki em dezembro de 2018.

Hazuki passou no teste para se tornar uma lutadora da Stardom em 5 de julho de 2014. Em 6 de julho de 2014, ela fez sua estreia em uma luta que terminou em derrota contra Koguma. No evento Mask Fiesta 2014, em 26 de outubro, Hazuki, se apresentando sob o nome de Shinba, fez dupla com Star Fire e derrotou Mystique e Shadow. Em dezembro de 2014, venceu o Torneio Rookie of Stardom.

#### Queen's Quest (2016-2018)
Em 20 de novembro de 2016, após um hiato de 15 meses, ela mudou seu nome para HZK e se juntou ao grupo Queen's Quest.
Hazuki conquistou o Artist of Stardom Championship no evento New Years Stars 2017, em 7 de janeiro de 2017, ao lado de Io Shirai e Momo Watanabe, derrotando o Oedo Tai (Hana Kimura, Kagetsu e Kyoko Kimura). O título ficou vago em 9 de abril devido à lesão de Watanabe, encerrando o reinado após 92 dias. Hazuki venceu novamente o Artist of Stardom Championship no Grows Up Stars 2017, em 15 de abril, desta vez com AZM e Io Shirai, derrotando o Oedo Tai (Hana Kimura, Kagetsu e La Rosa Negra). Hazuki, AZM e Shirai perderam o título para Hiromi Mimura, Kairi Hojo e Konami no evento Golden Week Stars 2017, em 6 de maio, encerrando o reinado após 21 dias. Hazuki conquistou o Artist of Stardom Championship pela terceira vez, novamente com AZM e Io Shirai, no Shining Stars 2017, em 4 de junho, ao derrotar Hiromi Mimura, Kairi Hojo e Konami. O trio perdeu o título para o Team Jungle (Hiroyo Matsumoto, Jungle Kyona e Kaori Yoneyama) em 17 de junho, encerrando o reinado após 13 dias.

#### Oedo Tai (2018-2019)
Em 15 de abril de 2018, durante o Draft da Stardom de 2018, Hazuki deixou a Queen's Quest ao ser escolhida para integrar o grupo Oedo Tai. Em 17 de abril de 2018, ela mudou seu nome de HZK para Hazuki. Nesse mesmo ano, participou do 5 Star Grand Prix 2018, onde acumulou um total de nove pontos — o suficiente para empatar com Mayu Iwatani na liderança de seu bloco. No entanto, Hazuki não avançou para a final por ter sido derrotada por Iwatani na luta entre elas dentro do bloco.
Em 24 de dezembro de 2018, Hazuki conquistou o High Speed Championship ao derrotar Mary Apache. Ela perdeu o título em 20 de julho de 2019 para Death Yama-san em uma luta three-way que também envolveu AZM, encerrando seu reinado após 208 dias.
No Torneio Stardom Cinderella 2019, Hazuki derrotou Bea Priestley na primeira rodada, mas foi eliminada por Starlight Kid na segunda rodada. Em 24 de novembro, Hazuki anunciou sua aposentadoria do wrestling profissional. Sua luta de despedida aconteceu em 24 de dezembro, na qual foi derrotada por Natsuko Tora.

### New Japan Pro Wrestling (2019)
No evento G1 Supercard, promovido pela New Japan Pro Wrestling (NJPW) e Ring of Honor (ROH), Hazuki alcançou seu objetivo ao participar de uma luta no Madison Square Garden. Ela fez equipe com Jenny Rose e Kagetsu, derrotando Hana Kimura, Stella Grey e Sumie Sakai.

### World Wonder Ring Stardom (2021-presente)
Em 29 de agosto de 2021, Hazuki fez seu retorno ao wrestling profissional ao confrontar Mayu Iwatani após a luta de Iwatani contra Lady C, expressando seu descontentamento com a maneira como lutadoras de fora haviam tomado conta da World Wonder Ring Stardom durante sua ausência. Foi anunciado que Hazuki faria seu retorno oficial aos ringues no Osaka Dream Cinderella em 9 de outubro, onde enfrentaria Koguma. No evento, Hazuki derrotou Koguma com sucesso, e após o evento principal, ela apareceu e desafiou Utami Hayashishita pelo World of Stardom Championship. Hazuki também se juntou ao grupo de Mayu Iwatani, Stars. Em 3 de novembro, no Kawasaki Super Wars, Hazuki desafiou sem sucesso Hayashishita pelo World of Stardom Championship. Em 18 de dezembro, no Osaka Super Wars, Hazuki fez equipe com Mayu Iwatani e Koguma para participar de um torneio de unidades com prêmio de ¥10 milhões, que também valia o Artist of Stardom Championship. Elas chegaram à final, mas perderam para as então detentoras do Artist of Stardom Championship, MaiHimePoi, em uma luta de trios de escadas.

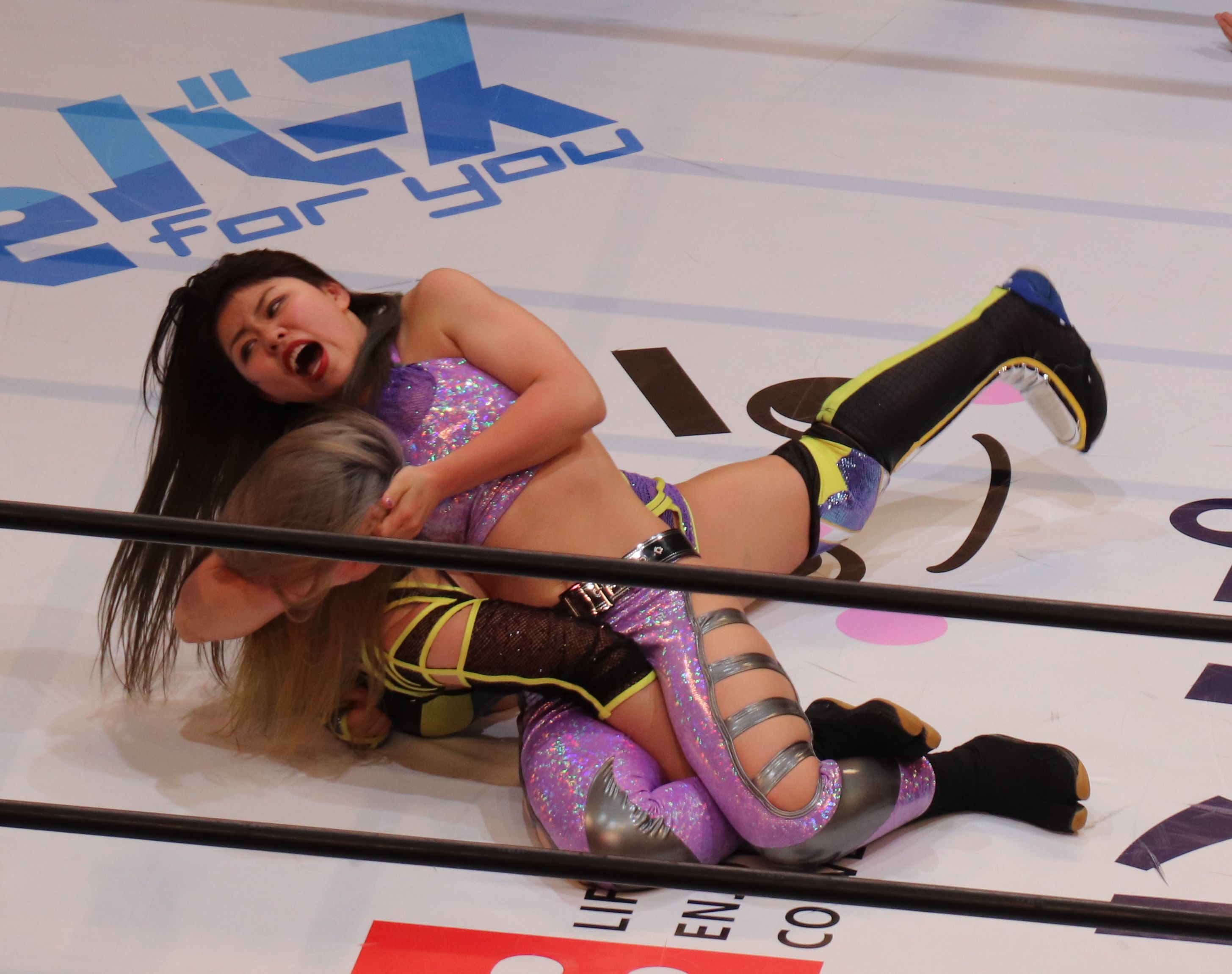
Hazuki enfrentando Momo Watanabe na segunda noite do Stardom World Climax 2022 em 27 de março.

Em 9 de janeiro de 2022, Hazuki e Koguma derrotaram Alto Livello Kabaliwan para conquistar o Goddesses of Stardom Championship. No Nagoya Supreme Fight em 29 de janeiro, Hazuki e Koguma realizaram sua primeira defesa bem-sucedida contra MaiHime. Em 23 de fevereiro, no Cinderella Journey, elas defenderam os títulos novamente contra Pink Kabuki. Na primeira noite do World Climax 2022, em 26 de março, Hazuki e Koguma perderam o Goddesses of Stardom Championship para Black Desire. No Torneio Cinderella 2022, Hazuki chegou às semifinais, onde foi derrotada por Koguma. Em 5 de maio, no Golden Week Fight Tour, Hazuki e Koguma reconquistaram o Goddesses of Stardom Championship ao derrotarem o Black Desire. No Flashing Champions, Hazuki e Koguma defenderam com sucesso o título contra Mafia Bella. Em 26 de junho, no Fight in the Top, Hazuki fez equipe com Mayu Iwatani e Koguma para derrotar Queen's Quest (Utami Hayashishita, AZM e Saya Kamitani) em uma das primeiras lutas em uma jaula de aço da Stardom. No Mid Summer Champions in Nagoya, em 24 de julho, Hazuki e Koguma defenderam os títulos contra The New Eras. No 2022 5 Star Grand Prix, Hazuki competiu no bloco Blue Goddess, onde marcou um total de 14 pontos. Em 21 de agosto, no Stardom x Stardom: Nagoya Midsummer Encounter, Hazuki e Koguma perderam o Goddesses of Stardom Championship para meltear.
Em 4 de março de 2023, no Triangle Derby I, Hazuki desafiou Saya Kamitani pelo Wonder of Stardom Championship, mas não obteve sucesso.

### New Japan Pro Wrestling (2022–presente)
Em 20 de novembro de 2022, Hazuki participou do Historic X-Over, a primeira colaboração entre a NJPW e a Stardom, competindo em uma luta Stardom Rambo com 15 lutadoras, que foi vencida por Mairi. Em 8 de abril de 2023, no evento Sakura Genesis, Hazuki desafiou a campeã feminina IWGP, Mercedes Moné, em uma luta three-way que também envolveu AZM, mas não teve sucesso.

## Vida pessoal
Hazuki cresceu como fã da WWE, citando nomes como CM Punk, John Cena, Kelly Kelly, Nikki Bella e Randy Orton entre seus lutadores favoritos.

## Títulos e prêmios
- Oz Academy
  - Oz Academy Tag Team Championship (1 vez) – com Koguma

- Pro Wrestling Illustrated
  - PWI a colocou na #5ª posição das 100 melhores duplas no PWI Tag Team 100 em 2022 – com Koguma[46]
  - PWI a colocou na #101ª posição das 150 melhores lutadoras individuais no PWI Women's 150 em 2022[47]

- Spark Joshi Puroresu of America
  - Spark Joshi World Championship (1 vez, atual)

- World Wonder Ring Stardom
  - Artist of Stardom Championship (4 vezes) – com Io Shirai e AZM (2),[11][12] Io Shirai e Momo Watanabe (1),[9] Io Shirai e Viper (1)
  - Goddesses of Stardom Championship (3 vezes) – com Koguma[29][34]
  - High Speed Championship (1 vez)[48]
  - Goddesses of Stardom Tag League (2021) – com Koguma
  - Torneio Moneyball (2022) – com Koguma e Mayu Iwatani[49]
  - Torneio Rookie of Stardom[8]
  - Prêmio 5★Star GP (3 vezes)
    - Prêmio 5★Star GP de Melhor Luta do Red Stars (2023) vs. Suzu Suzuki em 23 de setembro[50]
    - Prêmio de Mais Técnica (2018)[51]
    - Prêmio 5★Star GP de Melhor Luta do Red Stars (2024) vs. Maika em 23 de agosto no Red Stars A[52]

  - Prêmios de Fim de Ano da Stardom (3 vezes)
    - Prêmio de Melhor Luta (2018) com Kagetsu vs. Io Shirai e Mayu Iwatani em 17 de junho[53]
    - Prêmio de Melhor Dupla (2021) com Koguma
    - Prêmio de Melhor Unidade (2022) como parte do Stars[54]